# Interchange File Format
Interchange File Format (IFF) — формат файла-контейнера, разработанный в 1985 году корпорацией Electronic Arts совместно с Commodore для новой платформы Amiga с целью упростить обмен данными между ПО различных производителей. Контейнер IFF может содержать любые данные (звук, графику, текст и пр.)
Данный формат послужил основой для других форматов файлов-контейнеров (см. ниже в разделе См. также), а также сам по себе может быть известен под различными названиями (в зависимости от суффикса имени файла: (I)LBM, AIFF, 8SVX и др.)

## Структура
Основным понятием файла стандарта IFF является чанк (англ. chunk) — порция данных, являющаяся строительным материалом файла и состоящая из заголовка и данных. Заголовок состоит из 32-битного идентификатора (ID) в виде FourCC и 32-битного блока (Size), указывающего размер данных (Data) в чанке. Если данные имеют нечётное число байт, то последние нулевые байты в последнем слове данных игнорируются и не включаются в Size. В качестве примера приведём следующее описание:

typedef struct {
char    ID[4]; // FourCC идентификатор
LONG    Size; // Размер блока данных
UBYTE   Data[Size]; // Данные
} Chunk;
Проиллюстрируем чанк «CMAP», состоящий из 12 байт:

ID «CMAP»

Size 12

Data 0, 0, 0, 32

 0, 0, 64, 0

 0, 0, 64, 0

(12 байт)